# 陈鸣波
陈鸣波（1968年11月—），男，汉族，浙江宁波人。中国共产党党员，1993年4月参加工作，工学博士学位。中华人民共和国政治人物。现任中国航天科技集团董事长、党组书记。

## 简历
曾任上海空间电源研究所副所长、所长，上海太阳能工程技术研究中心有限公司总经理，上海航天电源有限责任公司董事长，上海市科委副主任，上海科技馆党委书记，市科技工作党委副书记，市临港地区开发建设管委会党组书记、常务副主任，浦东新区副区长等职务。
2016年2月，任上海市经济和信息化工作委员会副书记、主任。2018年2月24日，当选为第十三届全国人大代表，同年11月任上海市人民政府副秘书长。
2022年3月，任中共重庆市委常委。同年6月，兼任重庆市人民政府副市长。2023年2月，任重庆市人民政府常务副市长，同年4月兼任两江新区党工委书记，7月不再兼任两江新区党工委书记职务。
2024年3月15日，陈鸣波任中国航天科技集团有限公司董事长、党组书记 。